# John Venn

John Venn, (Kingston Upon Hull, 4. kolovoza 1834. – Cambridge, 4. travnja 1923.) bio je engleski logičar i filozof.  Poznat je po tzv. vennovim dijagramima, koji se i danas koriste u mnogim područjima filozofije i znanosti, uključujući teoriju skupova, vjerojatnost, logiku, statistiku i računarstvo.

## Životopis
John Venn je rođen 4. kolovoza 1834. u mjestu Kingston Upon Hull, u Yorkshireu od majke Marthe Sykes i oca Henryja Venna, evangeličkog svećenika na čelu Drypoolske župe. Obitelj Johna Venna imala je vrlo dugu tradiciju svećenstva u Evangeličkoj crkvi, i njegov djed po kojem je dobio ime, John Venn bio je poznati evangelički svećenik. Majka mu je umrla već u njegovoj trećoj godini života. Johna su školovali privatni učitelji do 1853. nakon čega se upisao na koledž Gonville and Caius u Cambridgeu. Godine 1857., diplomirao je matematiku. Slijedeći obiteljsku tradiciju odlučuje se zarediti, te postaje anglikanski svećenik 1859. godine, najprije u Cheshuntskoj župi, u Hertfordshireu, a kasnije u Mortlakeu, u Surreyu. Godine 1862., Venn se vraća na sveučilište Cambridge kao docent morala, predavajući i proučavajući i logiku i teoriju vjerojatnosti.
Godine 1868., vjenčao se sa Susannom Carnegie Edmonstone s kojom je imao sina Johna Archibalda Venna.
S vremenom je došao do zaključka da je crkveni nauk nekompatibilan s njegovim filozofskim stavovima, te 1883. napušta Anglikansku crkvu. Iste godine postaje članom Kraljevskog društva i dobiva titulu doktora znanosti na Cambridgeu. John Venn umire 4. travnja 1923. iz nespecificiranih razloga.
Vennovo glavno polje interesa bila je logika i objavio je tri znanstvena rada o toj temi. Najvažnija djela iz tog područja su "Logika slučaja" (The Logic of Chance), djelo koje je uvelo interpretaciju frekvencija u vjerojatnosti 1866. godine, "Simbolička logika" (Symbolic Logic), djelo koje je predstavilo vennove dijagrame 1881. i "Načela empirijske logike" (The Principles of Empirical Logic) 1889. godine.

## Ostavština
- Na Sveučilištu Hull postoji zgrada koja je 1928. dobila ime njemu u čast (Venn Building)
- U menzi koledža Gonville and Caius u Cambridgeu postoji vitraj s vennovim dijagramom.
- Na 180. godišnjicu rođenja Johna Venna,  4. kolovoza 2014., Google je zamijenio svoj uobičajeni logo na globalnoj tražilici s animiranim interaktivnim Google doodleom kojim se prikazuje vennov dijagram.[5]

## Vanjske poveznice
- Datoteka studenata Cambridgea  Arhivirana inačica izvorne stranice od 17. kolovoza 2011. (Wayback Machine), pristupljeno 4. kolovoza 2014.
- "The Venn archives"  Arhivirana inačica izvorne stranice od 21. listopada 2017. (Wayback Machine) genealoško stablo obitelji Venn, pristupljeno 4. kolovoza 2014.
- John Venn  Arhivirana inačica izvorne stranice od 27. veljače 2010. (Wayback Machine) u New York Timesu, pristupljeno 4. kolovoza 2014.
- Portret Johna Venna, autor Charles Brock, pristupljeno 4. kolovoza 2014.
- Vitraj u čast Johna Venna, pristupljeno 4. kolovoza 2014.